# Chrysothemis (genre)
Genre
Classification phylogénétique
Chrysothemis est un genre de plantes à fleurs de la famille des Gesneriaceae.

## Synonymes
- Tussacia Benth.

## Liste d'espèces
- Chrysothemis aurantiaca Decne.
- Chrysothemis dichroa 	Leeuwenb.
- Chrysothemis friedrichsthaliana 	(Hanst.) H.E. Moore
- Chrysothemis kuhlmannii 	Hoehne
- Chrysothemis melissifolia 	G. Don ex Loudon
- Chrysothemis melittifolia 	(L.) G. Don
- Chrysothemis pulchella 	(Donn) Decne.
- Chrysothemis rupestris 	(Benth.) Leeuwenb.
- Chrysothemis semiclausa 	(Hanst. ex André) Leeuwenb.
- Chrysothemis venosa 	Decne.
- Chrysothemis villosa        (Benth.) Leeuwenb.